# Горизонтальный круг теодолита
Горизонтальный круг теодолита предназначен для измерения горизонтальных углов и состоит из лимба и алидады.
Лимб представляет собой стеклянное кольцо, на скошенном крае которого нанесены равные деления с помощью автоматической делительной машины.
Цена деления лимба (величина дуги между двумя соседними штрихами) определяется по оцифровке градусных (реже градовых) штрихов. Оцифровка лимбов производится по часовой стрелке от 0 до 360 градусов (0 — 400 гон).
Роль алидады выполняют специальные оптические системы — отсчётные устройства. Алидада вращается вокруг своей оси относительно неподвижного лимба вместе с верхней частью прибора; при этом отсчёт по горизонтальному кругу изменяется. Если закрепить зажимной винт и открепить лимб, то алидада будет вращаться вместе с лимбом и отсчёт изменяться не будет.
Лимб закрывается металлическим кожухом, предохраняющим его от повреждений, влаги и пыли.